# Гида
Ги́да (рос. Гыда) — село у складі Тазівського району Ямало-Ненецького автономного округу Тюменської області, Росія. Адміністративний центр та єдиний населений пункт Гидинського сільського поселення.

## Географія
Розташоване на півночі Гиданського півострова, у гирлі однойменної річки, за 380 км на північ від селища Тазовський.

## Історія
Засноване 1936 року як центр Гидоямської сільради. Назва річки і села походить від ненецького ңэде’(н) — «прикриття, місце засідки»; тут мисливці били дикого оленя, переправляли на інший берег.

## Населення
Населення — 3614 осіб (2017, 3331 у 2010, 2436 у 2002).
Національний склад станом на 2002 рік: ненці — 88 %.

## Економіка
Основу економіки, беручи до уваги сферу послуг, становлять оленярство і рибальство (Муксун, щекур, нельма, осетер, омуль). Продукція, що виробляється: м'ясо оленів і риби, оленячі шкури. Майже всі товари промислового виробництва, включаючи паливо, щорічно поставляються в Гиду в рамках Північного завезення.

### Транспорт
Гида віддалена на 380 км від районного центру Тазовський, з яким має тільки повітряне сполучення.
Село з'єднане зимниками з населеними пунктами Юрібей, Антипаюта, Напалково і Лескіно.
У літню навігацію, з липня по вересень, налагоджений транспортна зв'язок з Салехардом.
Найближча залізнична станція розташована за 614 км, найближчий аеропорт — за 564 км.